# Vital Kamerhe
Vital Kamerhe Lwa Kanyiginyi Nkingi (4 de marzo de 1959) es un político congoleño, actualmente se desempeña como vice primer ministro de economía y líder del partido Unión por la Nación Congoleña (UNC). Se desempeñó como Presidente de la Asamblea Nacional de la República Democrática del Congo de 2006 a 2009. Tras dimitir de ese cargo, pasó a la oposición y fundó la UNC. Se postuló en las elecciones presidenciales de 2011. Apoyó a Félix Tshisekedi como socio de coalición en las elecciones presidenciales de 2018 y se convirtió en jefe de gabinete cuando Tshisekedi asumió el cargo. 
En 2020, fue acusado y condenado por malversación de 50 millones de dólares.     El Grupo de Investigación del Congo lo catalogó como su arresto sin precedentes en la historia reciente de la República Democrática del Congo.   Fue reemplazado temporalmente como jefe de personal cuando comenzó su juicio,  y reemplazado permanentemente medio año después de su condena.  Apeló su condena y una segunda apelación condujo a su absolución en 2022.   En 2023, se reincorporó al gobierno como vice primer ministro encargado de economía de Félix Tshisekedi. 